# Людовик I Орлеанський
Людовик Орлеанський (фр. Louis d’Orléans; 13 березня 1372 — 23 листопада 1407, Париж, Франція) — герцог Орлеанський (з 1392), граф де Бомон і де Шато-Тьєррі, герцог Туренський (з 1386), герцог де Валуа, граф Ангулема (з 1394), граф Перигора (з 1400), граф Дре (з 1401), граф Суассона (з 1404), герцог Люксембурзький з (1407).

## Біографія
Син короля Франції Карла V Мудрого з династії Валуа і Жанни, дочки П'єра I де Бурбона, молодший брат Карла VI Божевільного. Серед його нащадків королі Франції Людовик XII і Франциск І.
Відігравав велику роль у Столітній війні. У зв'язку з прогресуючим психічним розладом короля Карла VI оспорював регентство з Філіпом Сміливим і після смерті останнього, його сином Іоанном Безстрашним.
В 1393 році став причиною пожежі, відомої в історії як Бал охоплених полум'ям , після якої стан здоров'я хворого короля ще більш погіршився.
Вбитий на Старій Храмовій вулиці в Парижі Раулем д'Анкетонвіллем за замовленням свого ворога, герцога Бургундського Іоанна Безстрашного.
Ця подія стала причиною Війни арманьяків і бургіньйонів, що тривала чверть століття.

## Родина
Дружина — Валентина Вісконті (1371—1408), дочка Джана Гелеаццо I  (герцога Міланського), доводилась Людовіку двоюрідною сестрою.
Діти:
- Дочка[3] (1390) — народилась в Парижі. Померла одразу після народження.
- Людовик (1391—1395) — помер в дитинстві.
- Син (1392)[4] — помер зразу після народження.
- Жан (1393) — помер в дитинстві.
- Карл (1394—1465) — герцог Орлеанський, граф Блуа, Дре і Куртене (з 23 листопада 1407). Воєначальник, один з найбільш видатних поетів Франції[5][6]. Його син у 1498 році став королем Франції Людовиком XII.
- Філіпп (1396—1420) — граф Вертю (з 4 грудня 1408). Під час Осерського договору (22 серпня 1412) було вирішено, що Філіпп одружиться з Катериною Бургундською, дочкою Іоанна І (герцога Бургундії), але весілля так і не вібулось. Служив в армії короля Карла VI проти бургундців та англійців, супроводжував його до Пікардії та Артуа. Був прихильником майбутнього короля Карла VII. Помер у віці двадцяти чотирьох років, одруженим не був, мав позашлюбного сина Філіппа, який загинув 18 липня 1445, не залишивши потомства.
- Людовик (1398)[7] — помер немовлям, мало відомостей про цю дитину.
- Жан (1399—1467) — граф Ангулему (з 23 листопада 1407 по 30 квітня 1467) та Перигору (з 23 листопада 1407 по 1437). Дід майбутнього короля Франції Франциска I.
- Марія (1401) — народилась в замку Кусі. Померла незабаром після народження.
- Маргарита (1406—1466) — графиня Вертю (з 1 вересня 1420), графиня-консорт Етампа, дружина Річарда I (графа Етампа) (1423—1438). Матір герцога Бретані Франциска II.

Коханка — Іоланда Енгієнська, більш відома під іменем Марієтта.
Діти:
- Жан (лютий 1403[8] — 24 листопада 1468) — граф Дюнуа (з 1439) та Лонгвілю (з 1443). Воєначальник, учасник Столітньої війни.